# Mikael Östberg
Mikael Östberg, född 21 maj 1977, är en svensk längdåkare, VM-9:a i sprint 2003. Hans främsta världscupsresultat är en sprintseger 2002 och en sprintandraplats från 2004. 9:a och 12:a i sprintvärldscuperna totalt 2002/2003 respektive 2004/2005. Han är bror till Fredrik Östberg.